# Eleição municipal de São Luís em 2012
A eleição municipal de São Luís em 2012 ocorreu no dia 7 de outubro do mesmo ano e elegeu o prefeito e o vice-prefeito, além de membros da Câmara de Vereadores. O prefeito da época era João Castelo (PSDB), que concorreu a reeleição e saiu derrotado nas urnas por Edivaldo Holanda Júnior, com um expressivo número de votos. A eleição ocorreu em meio às festividades de aniversário de 400 anos da cidade.
Um total de oito candidatos para prefeito disputaram a eleição.

## Fatos
Em abril daquele ano, foi assassinado o jornalista Décio Sá, do Sistema Mirante, afiliada à Rede Globo, cujo crime repercutiu internacionalmente..
Bia Venâncio, então prefeita de Paço do Lumiar, e os ex-secretários Nauber Braga de Meneses, Celso Antônio Marques, Balbina Maria Rodrigues, Pedro Magalhães de Sousa Filho e Francisco Morevi Rosa Ribeiro. As ações foram motivadas por irregularidades na prestação de contas estavam envolvidos em escândalos de desvio de verba desde 2009, tendo uma série de despesas (quase 32 milhões de reais) sem comprovação durante seu mandato. Ela foi presa durante a Operação Allien da Polícia Federal. Outras irregularidades no seu mandato foram: alterações orçamentárias na abertura de créditos adicionais, nas arrecadações do Imposto Predial Territorial Urbano (IPTU)  e Imposto sobre a Transmissão de Bens Imóveis (ITBI), recolhimento dos tributos foi feito por um banco privado, repasses à Câmara Municipal maiores que o permitido, uso de créditos adicionais dos cofres municipais em desacordo com a Lei, omissão de despesas com obras realizadas pela prefeitura. Foi presa pela Policia Federal e teve que andar com um dispositivo no tornozelo em virtude de seu indiciamento, para impedir que ela escapasse do indiciamento e da provável prisão.
O projeto do Veiculo Leve sobre Trilhos, o VLT, aprovado à toque de caixa pelo prefeito João Castelo, teve um certo grau de controvérsias na opinião pública ludovicense, sobre sua feitoria.
O candidato Edivaldo Holanda Jr, que liderava as pesquisas eleitorais, prometeu colocar dispositivos GPS nos transportes públicos, caso fosse eleito. Tal promessa também provocou alvoroço na população, e entre seus oponentes. Um deles veiculou um programa intitulando o projeto como "GPS do Didí".

## Candidatos, partidos e coligações
- O Partido da Social Democracia Brasileira (PSDB) lançou João Castelo como candidato a reeleição. Castelo, ex-governador e ex-senador do Maranhão, teve o deputado estadual Neto Evangelista como candidato a vice-prefeito. PMN e PRP também apoiaram Castelo em sua campanha, compondo juntamente com o PSDB a coligação "Pra Fazer Muito Mais".
- Já o Partido Trabalhista Cristão (PTC), lançou Edivaldo Holanda Júnior para candidato. Edivaldo é deputado federal e ex-vereador de São Luís, e seu vice é Roberto Rocha. PCdoB, PDT e PSB também integraram a coligação "Muda São Luís".
- O Partido dos Trabalhadores (PT) lançou o nome de Washington Luiz de Oliveira para candidato a prefeito de São Luís, Washington é o atual vice-governador do Maranhão, e seu candidato a vice-prefeito é Afonso Borges, do PMDB, que além do PT, formou a coligação "Juntos por São Luís" juntamente com PTB, DEM, PV, PSC, PRB, PTdoB, PTN, PSDC, PPL, PSL, PSD e PHS.
- O Partido Progressista (PP) lançou a candidatura do médico Tadeu Palácio a prefeito. Lindinalva Vilela, do Partido da República, foi sua candidata a vice. PP e PR formaram a coligação "Construindo uma Nova História".
- O Partido Popular Socialista (PPS) lançou a deputada estadual, Eliziane Gama, como candidata, tendo o policial militar Roberto Campos (Cabo Campos), do mesmo partido, como candidato a vice. [4]
- O Partido Socialista dos Trabalhadores Unificado (PSTU) lançou a candidatura de Marcos Silva, com a professora Kátia Ribeiro. do mesmo partido, como sua candidata a vice.
- O Partido Socialismo e Liberdade lançou o advogado e ex-deputado federal Haroldo Sabóia como candidato a prefeito. Sildeane Sales, do PCB, foi sua vice na coligação "São Luís, o Caminho é Pela Esquerda".
- O Partido Renovador Trabalhista Brasileiro (PRTB) lançou a candidatura do contador, Ednaldo Neves, tendo Gecilda Mendes, do mesmo partido, como sua vice e decidiu apoiar Edivaldo Holanda Júnior[5].

| Nº | Candidato            | Partido | Vice-candidato          | Coligação |
| -- | -------------------- | ------- | ----------------------- | --- |
| 36 | Edivaldo Holanda Jr. | PTC     | Roberto Rocha (PSB)     | Muda São Luís Partido Trabalhista Cristão (PTC) Partido Socialista Brasileiro (PSB) Partido Comunista do Brasil (PCdoB) Partido Democrático Trabalhista (PDT) |
| 23 | Eliziane Gama        | PPS     | Roberto Campos          | Partido não coligado |
| 50 | Haroldo Sabóia       | PSOL    | Sildeane Sales (PCB)    | São Luís, o Caminho é Pela Esquerda Partido Socialismo e Liberdade (PSOL) Partido Comunista Brasileiro (PCB) |
| 45 | João Castelo         | PSDB    | Neto Evangelista (PSDB) | Pra Fazer Muito Mais Partido da Social Democracia Brasileira (PSDB) Partido da Mobilização Nacional (PMN) Partido Republicano Progressista (PRP) |
| 16 | Marcos Silva         | PSTU    | Kátia Ribeiro           | Partido não coligado |
| 11 | Tadeu Palácio        | PP      | Lindinalva Vilela (PR)  | Construindo uma Nova História Partido Progressista (PP) Partido da República (PR) |
| 13 | Washington Luiz      | PT      | Afonso Manoel (PMDB)    | Juntos por São Luís Partido dos Trabalhadores (PT) Partido do Movimento Democrático Brasileiro (PMDB) Democratas (DEM) Partido Verde (PV) Partido Social Liberal (PSL) Partido Social Cristão (PSC) Partido Trabalhista Brasileiro (PTB) Partido Republicano Brasileiro (PRB) Partido Trabalhista do Brasil (PTdoB) Partido Humanista da Solidariedade (PHS) Partido Social Democrático (PSD) Partido Trabalhista Nacional (PTN) Partido Pátria Livre (PPL) |
| 28 | Ednaldo Neves        | PRTB    | Genilda Mendes (PRTB)   | Partido não coligado |

## Debates na TV

#### Primeiro turno
| Data       | Organizador(es) | Edivaldo (PTC) | Castelo (PSDB) | Haroldo Sabóia (PSOL) | Tadeu Palácio (PP) | Eliziane Gama (PPS) | Washington Luiz (PT) |
| ---------- | --------------- | -------------- | -------------- | --------------------- | ------------------ | ------------------- | -------------------- |
| 04/10/2012 | TV Mirante      | Presente       | Presente       | Presente              | Presente           | Presente            | Presente             |

### 2º Turno
| Data       | Organizador(es) | Edivaldo (PTC)          | Castelo (PSDB)          |
| ---------- | --------------- | ----------------------- | ----------------------- |
| 21/10/2012 | TV Guará        | Cancelado pela emissora | Cancelado pela emissora |
| 22/10/2012 | TV Cidade       | Presente                | Presente                |
| 24/10/2012 | TV Difusora     | Presente                | Presente                |
| 26/10/2012 | TV Mirante      | Presente                | Presente                |

## Pesquisas IBOPE

### 1° Turno
| Data       | Edivaldo (PTC) | Castelo (PSDB) | Haroldo Sabóia (PSOL) | Tadeu Palácio (PP) | Eliziane Gama (PPS) | Washington Luiz (PT) | Marcos Silva (PSTU) | Ednaldo Neves (PRTB) |
| ---------- | -------------- | -------------- | --------------------- | ------------------ | ------------------- | -------------------- | ------------------- | -------------------- |
| 16/08/2012 | 18%            | 33%            | 1%                    | 15%                | 5%                  | 5%                   | 2%                  | 0%                   |
| 21/09/2012 | 26%            | 29%            | 1%                    | 4%                 | 6%                  | 5%                   | 1%                  | 0%                   |
| 05/10/2012 | 31%            | 33%            | 1%                    | 8%                 | 10%                 | 12%                  | 2%                  | 0%                   |

### 2° Turno
| Data       | Edivaldo (PTC) | Castelo (PSDB) |
| ---------- | -------------- | -------------- |
| 22/10/2012 | 49%            | 39%            |
| 26/10/2012 | 56%            | 44%            |

## Resultados
| Partido | Partido | Candidato       | Votos   | Votos (%) |
| ------- | ------- | --------------- | ------- | --------- |
|         | PTC     | Edivaldo Junior | 186 184 | 36,44%    |
|         | PSDB    | João Castelo    | 156 320 | 30,6%     |
|         | PPS     | Eliziane Gama   | 70 582  | 13,81%    |
|         | PT      | Washington      | 56 328  | 11,02%    |
|         | PP      | Tadeu Palácio   | 24 608  | 4,82%     |
|         | PSTU    | Marcos Silva    | 11 007  | 2,15%     |
|         | PSOL    | Haroldo Sabóia  | 4 074   | 0,8%      |
|         | PRTB    | Ednaldo Neves   | 1 810   | 0,35%     |
| Totais  | Totais  | Totais          | 510 913 |           |
| Fonte:  |         |                 |         |           |

| Partido | Partido | Candidato    | Votos   | Votos (%) |
| ------- | ------- | ------------ | ------- | --------- |
|         | PTC     | Edivaldo Jr  | 280 809 | 56,06%    |
|         | PSDB    | João Castelo | 220 085 | 43,94%    |
| Totais  | Totais  | Totais       | 500 894 |           |

## Vereadores Eleitos
| Candidato             | Partido | Nº de Votos |
| --------------------- | ------- | ----------- |
| Josué Pinheiro        | PSDC    | 9.557       |
| Astro de Ogum         | PMN     | 8.766       |
| Rose Sales            | PCdoB   | 7.977       |
| Helena Duailibe       | PMDB    | 7.841       |
| Sebastião Albuquerque | DEM     | 7.812       |
| Armando Costa         | PSDC    | 7.397       |
| Bárbara Soeiro        | PMN     | 7.009       |
| Fábio Câmara          | PMDB    | 6.959       |
| Chaguinhas            | PRP     | 6.532       |
| Isaías Pereirinha     | PSL     | 6.399       |
| Nato                  | PRP     | 5.999       |
| Paulo Luiz            | PRB     | 5.794       |
| Chico Carvalho        | PSL     | 5.580       |
| Dr. Gutemberg         | PSDB    | 5.483       |
| Estevão Aragão        | PPS     | 5.123       |
| Ivaldo Rodrigues      | PDT     | 5.081       |
| Marquinhos            | PRB     | 5.019       |
| Pavão Filho           | PDT     | 4.842       |
| Edmilson Jansen       | PTC     | 4.602       |
| Sérgio Frota          | PSDB    | 4.533       |
| José Joaquim          | PSDB    | 4.295       |
| Marlon Garcia         | PTdoB   | 4.209       |
| Pedro Lucas Fernandes | PTB     | 4.089       |
| Manoel Rego           | PTdoB   | 4.209       |
| Luciana Mendes        | PTdoB   | 3.758       |
| Honorato Fernandes    | PT      | 3.664       |
| Barbosa Lages         | PDT     | 3.581       |
| Roberto Rocha Júnior  | PSB     | 3.199       |
| Beto Castro           | PRTB    | 3.167       |
| Ricardo Diniz         | PHS     | 2.987       |
| Prof. Lisboa          | PCdoB   | 2.903       |

Fonte: 